# Красна (река)
Красна (мађ. Kraszna, рум. Crasna), је заједничка река Румуније и Мађарске.
Красна извире у Трансилванији, Румунија поред села Красна. Тече кроз румунске жупаније Салај и Сату Маре, и мађарске жупаније Саболч-Сатмар-Берег. Улива се у реку Тису код Вашарошнамењ у Мађарској.
Површина слива реке је 1931 km².‍:22

## Градови
- Красна (село) у Румунији
- Шимлеу Силваниеи у Румунији
- Кареи у Румунији
- Вашарошнамењ у Мађарској
- Матесалка у Мађарској